# Milena Duchková
Milena Duchková (Praga, Checoslovaquia, 25 de abril de 1952) es una clavadista o saltadora de trampolín checoslovaca especializada en plataforma de 10 metros, donde consiguió ser subcampeona mundial en 1973.

## Carrera deportiva
En el Campeonato Mundial de Natación de 1973 celebrado en Belgrado (Yugoslavia), ganó la medalla de plata en la plataforma de 10 metros, con una puntuación de 387 puntos, tras la sueca Ulrika Knape  (oro con 406 puntos) y por delante de la soviética Irina Kalynina  (bronce con 381 puntos).